# Herpetocypris amychos
Herpetocypris amychos är en kräftdjursart som beskrevs av Krutak 1975. Herpetocypris amychos ingår i släktet Herpetocypris och familjen Cyprididae. Inga underarter finns listade i Catalogue of Life.